# Niels Gülberg
Niels Gülberg ist ein deutscher Japanologe und Kulturwissenschaftler. 

## Leben
Geboren, aufgewachsen und ausgebildet in München, wo er sich 1996 habilitierte, unterrichtet er seit 1999 an der Waseda  Universität in Tōkyō, wo er eine Professur für deutsche Literatur innehat. Gülberg studierte ursprünglich Philosophie und wechselte später zur Japanologie, wo er sich mit der mittelalterlichen Setsuwa-Literatur (buddhistische Lehrdichtungen) beschäftigte. Von diesem Thema ausgehend spezialisierte er sich auf buddhistische Predigten und ihre Zeremoniale (kōshiki).  Daneben befasst sich Gülberg mit der wechselseitigen Beeinflussung deutscher und japanischer Philosophen in der Tradition des Neukantianismus des frühen 20. Jahrhunderts sowie mit Nishida Kitarō.

## Werke (Auswahl)
- Zur Typologie der mittelalterlichen japanischen Lehrdichtungen. Stuttgart: Steiner, 1991
- „Japanische Kirschblüten duften nicht“ – Betrachtungen zu einem Übersetzungs- bzw. Interpretationsproblem japanischer Lyrik –. In: Hefte für Ostasiatische Literatur Nr. 12 (März 1992), S. 95–106
- Buddhistische Zeremoniale (kôshiki) und ihre Bedeutung für die Literatur des japanischen Mittelalters. Stuttgart: Steiner, 1999
- Alois Riehl und Japan. In: Humanitas (The Waseda University Law Association) No. 41, Februar 2003, S. 1–32
- Schutz durch magische Formeln. Amulette („o-fuda“) des japanischen Strahlenglanz-Dhāranī-Glaubens aus der Sammlung Kadono Konzen bunko. In: Asiatische Studien/Études Asiatiques vol. 68/1, 2014, S. 233–262
- Jingi kōshiki: A Neglected Field of Study. In: Japanese Journal of Religious Studies 43/1, 2016, S. 153–175

## Webprojekte
- Kōshiki (offline).
- Färöisch (seit 2011)